# Sneak, Snoop and Snitch in Triple Trouble
Sneak, Snoop and Snitch in Triple Trouble es un corto de animación estadounidense de 1941, de la serie Animated Antics. Fue producido por los estudios Fleischer y distribuido por Paramount Pictures.

## Argumento
Sneak, Snoop y Snitch están encerrados en la cárcel de Liliput, no por algo que hayan hecho sino que pudieran hacer. Por debajo de la puerta aparece un papel que recoge Snitch. Es el perdón y en él se les comunica que pueden marchar cuando lo deseen, pues la puerta permanecerá a partir de ese momento abierta. Cuando Snitch intenta darles a sus compañeros la buena nueva estos no le hacen caso, pues están ocupados planeando su fuga a través de un túnel que cruzará todo el patio de la prisión.

## Realización
Sneak, Snoop and Snitch in Triple Trouble es la séptima entrega de la serie Animated Antics (bufonadas animadas) y fue estrenada el 9 de mayo de 1941.
Es el segundo corto de la serie en que aparecen los tres espías, personajes de Gulliver's Travels, película realizada en 1939 por los mismos estudios. Al igual que en el filme, están interpretados vocalmente por Jack Mercer.